# Prasatovití
Prasatovití (Suidae) je čeleď nepřežvýkavých sudokopytníků zahrnující prase divoké a jeho nejbližší příbuzné. Čeleď se člení do tří podčeledí a čítá celkem 18 druhů. Nejvýznamnějšími zástupci čeledi je prase domácí a prase divoké. Prasatovití jsou všežraví a jejich potrava se skládá z listů, kořínků, plodů, hub, žížal, plžů, drobných savců a mršin. Jejich kly jsou prodloužené špičáky v horní i dolní čelisti.